# Камасит

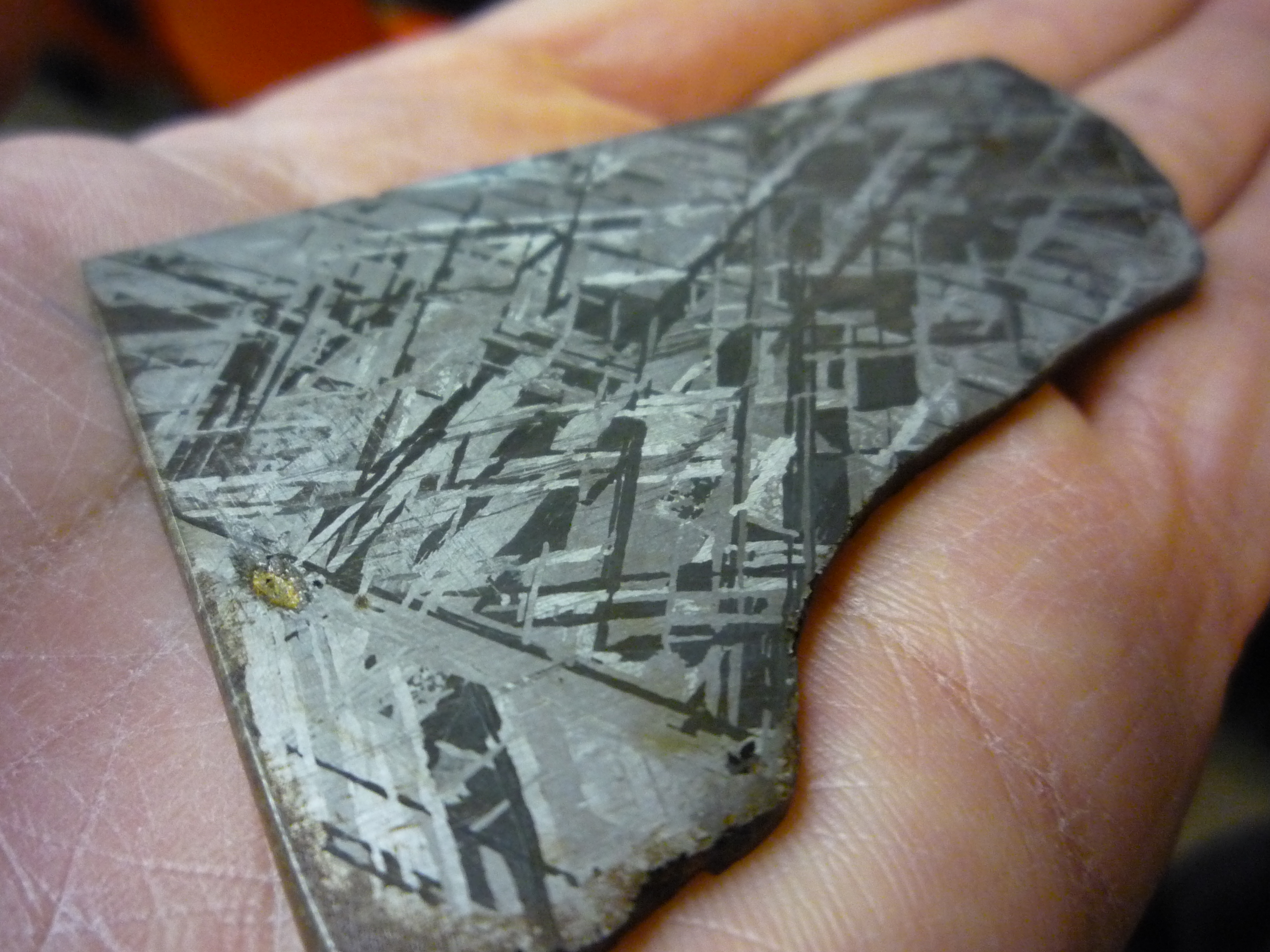
Камасит

Камасит — космічне нікелисте залізо α-(Fe, Ni). Зазвичай містить 6-9 % Ni. Домішки: Со, Cu, C, P, S, H. Входить до складу залізних метеоритів. Сингонія кубічна. Колір сірий. Магнітний. Твердість за шкалою Мооса — близько 4, зростає зі збільшенням вмісту Ni. При травленні виявляються відманштеттенові фігури.
При вмісті понад 26-30 % Ni втрачає магнітні властивості та перетворюється на теніт.